# Bandal, Sindgi
Bandal là một làng thuộc tehsil Sindgi, huyện Bijapur, bang Karnataka, Ấn Độ.